# Corseul
 Corseul  (en bretón Kersaout) es una población y comuna francesa, situada en la región de Bretaña, departamento de Côtes-d'Armor, en el distrito de Dinan y cantón de Plancoët.

## Demografía
| 2020 | 1925 | 1955 | 2022 | 1987 | 1977 |
| Para los censos de 1962 a 1999 la población legal corresponde a la población sin duplicidades (Fuente: INSEE [Consultar]) |      |      |      |      |      |

## Historia

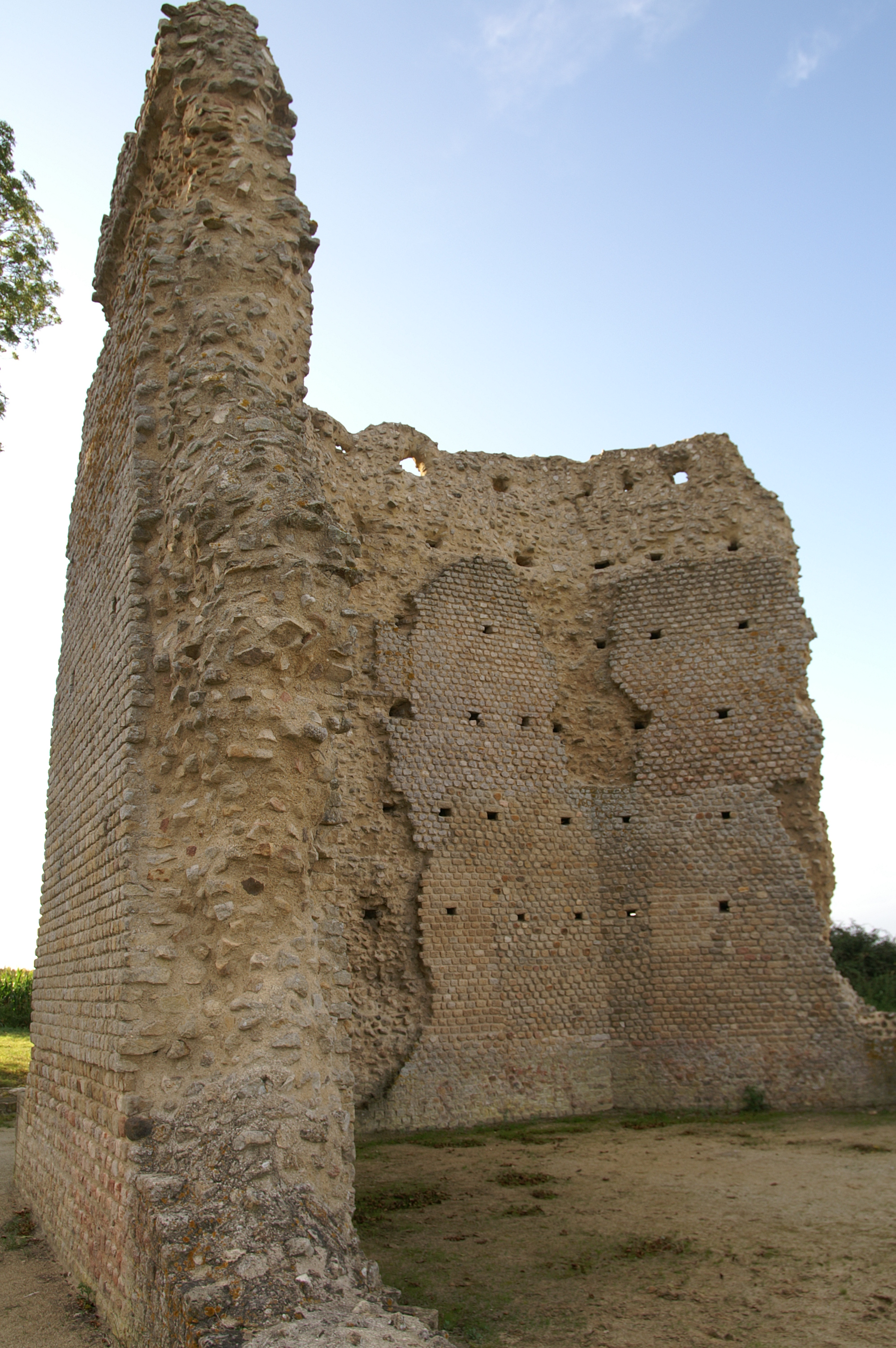
Templo de Marte

Corseul nace en época romana bajo el nombre de Fanum Martis y como capital de la tribu de los coriosolites, de donde tomará el nombre durante el Bajo Imperio. 
De época romana se conservan algunos restos como el muro de la cella del Templo de Marte.